# Gábor Dénes Gimnázium, Műszaki Szakközépiskola és Kollégium
A Szegedi SZC Gábor Dénes Technikum és Szakgimnázium egy általános gimnázium és szakközépiskola, illetve technikum, amely Szegeden, azonfelül is a Mars tér közelében található. Az iskola több mint félévszázados múlttal tekint vissza mint szeged egyik szakgimnáziuma és technikuma. Alapítása óta fő profilként tekintették a vasúti közlekedéshez kapcsolódó szakmák tanítását és elsajátítását a diákok számára, ami a későbbi időkben bővült egy általános tantervű gimnáziumi, informatikai és közlekedési képzéssel is.

## Története
Az intézmény alapítása 1953 őszére tehető, amikor a jogelődnek számító Vasútforgalmi Technikum elkezdte működését. Ekkor az ország első vasutas középiskolájának számított. Az évtizedek során számos változáson esett át az intézmény neve és típusa. 1967 és 1992 között az intézmény Bebrits Lajos egykori magyar államtitkár és közlekedésügyi miniszter nevét viselte, ami ekkortól bővült szakközépiskolai oktatással és 1972-től kezdve ez lett a fő profilja. 1992-ben át lett nevezve az intézmény Gábor Dénes Nobel-díjas fizikusra, kiegészülve gimnáziumi képzéssel és 2007-ig saját kollégiummal. 2009 során intézményi összevonás történt, amely érintette a Gábor Dénes tagintézményen kívül a Csonka János Technikumot és a Széchenyi István Gimnázium, Szakközépiskolát is. Az összevont intézmény neve 2009 és 2013 között Szegedi Műszaki és Környezetvédelmi Középiskola és Szakképző Iskola lett. 2012-ben a megszűnő Széchenyi Gimnázium beolvadt a Gábor Dénesbe. 2013-ban felvette az intézmény a Szegedi Gábor Dénes Műszaki és Környezetvédelmi Középiskola és Szakiskola nevet. 2015 és 2017 között számos névcserét követően végül 2019-ben véglegesítve lett az elnevezése Szegedi SZC Gábor Dénes Technikum és Szakgimnáziumra.
Az iskola története során a képzési köre is bővült. Kezdetben vasúti közlekedéssel kapcsolatos képzéseket lehetett kizárólag tanulni. Ezek miatt a főbb tulajdonságai miatt az iskola az 1970-es években országos ismertségre tett szert. A rendszerváltást követően bővül a képzés műszaki, informatikai, elektronikai és közlekedés szakmacsoporttal. 1991-ben az iskola pályázott a Világbank által meghirdetett  "Emberi erőforrások fejlesztése" szakképzési programjára, amivel sikereket ért el. Továbbá olyan szakmák oktatását is elősegítették ezzel a programmal, mint a sportedző, pedagógia vagy családsegítő foglalkozások. 1989 és 2013 között általános gimnáziumi képzést vezettek be, ez bővül 2004-ben 5. évfolyamos nyelvi orientációjú gimnáziumi osztállyal (az utolsó ilyen osztály 2014-ben ballagott el).
Az iskola jelenleg is Szeged és a megye legjobb szakképző intézménye, amelyben 1200 diák tanul 110 fős tanári kar mellett.

## Osztályok
Az iskola 6 ágazatot oktat, amiből 5 technikumi és egy szakközépiskolai képzéssel bír.
Az alábbi területeket fed le:
- Elektronika és elektrotechnika
- Informatika és távközlés
- Környezetvédelem és vízügy
- Közlekedés és szállítmányozás
- Oktatás
- Sport[5]

A szakképző iskola hároméves képzési idővel bír. Az első év végén ágazati alapvizsgát tehet le a tanuló, amivel a technikum és más ágazati szakma felé nyújt átjárást. A közös szakmai alapozást követően kell szakmát választani. Ezt partnercégek, duális szakmai oktatás vagy az iskola Tápé városrészén található tanműhelyben biztosítják.
Az alábbi szakmák közül lehet választani:
- Elektronikai műszerész
- Infokommunikációs hálózatépítő és -üzemeltető technikus
- Informatikai rendszer- és alkalmazás-üzemeltető technikus
- Környezetvédelmi technikus
- Logisztikai technikus
- Oktatási szakasszisztens
- Postai üzleti ügyintéző
- Sportedző - sportszervező
- Távközlési technikus
- Vasútforgalmi szolgálattevő technikus
- Vízügyi technikus

## Partnerkapcsolatok
A felsőoktatásban történő integrálódás miatt az iskola partneri kapcsolatban van a Szegedi Tudományegyetem több karával, a Nemzeti Közszolgálati Egyetem Víztudományi Karával és a Neumann János Egyetemmel.
Az egyik osztályban továbbá olyan diákok kerülnek felvételre, akik a Pick Szeged Kézilabda Akadémiája támogat.
Az iskola a LanguageCert nyelvvizsga egyik vizsgahelye.

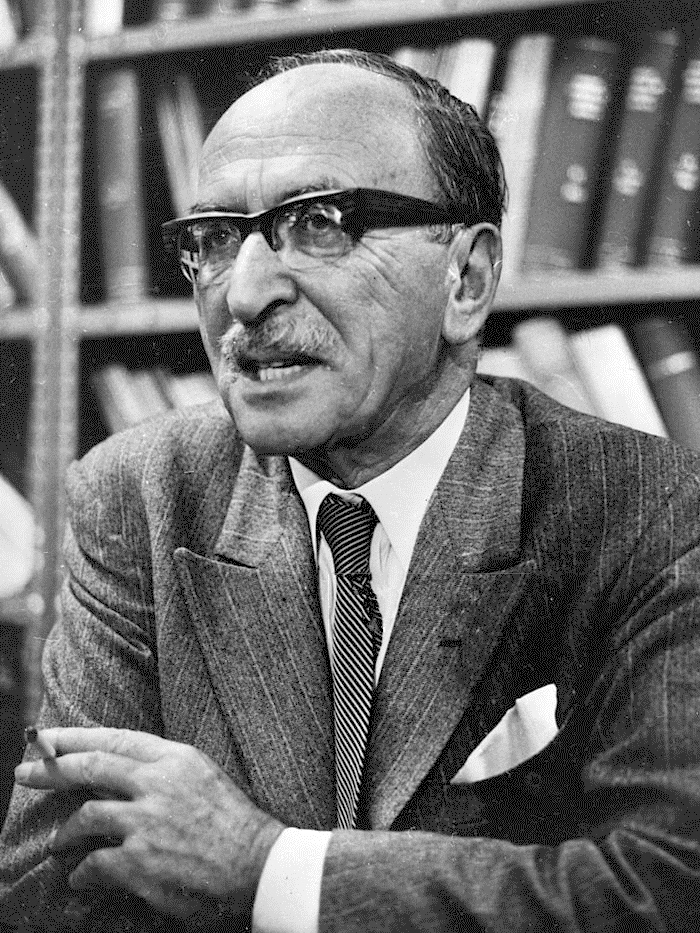
Gábor Dénes (1900-1979) magyar fizikus és Nobel-díjas. 1992 óta a szakgimnázium az ő nevét viseli

## Iskolai hagyományok
- március 15-ei és október 23-ai megemlékezések
- Aradi vértanúk emléknapja, a holokauszt áldozatainak emléknapja, a kommunista áldozatainak emléknapja és Szeged napja megemlékezések
- Tanévnyitó, tanévzáró
- Ballagás
- Gólyaavató
- Nyitott Kapu pályaválasztási tájékoztató
- Gábor Dénes Emléknap

### Gábor Dénes Számítástechnikai Verseny
A Gábor Dénes Középiskolai Alapítvány által minden évben megrendezésre kerülő számítástechnikai verseny magyarországi, illetve határon túli általános iskolai és középiskolai tanulócsoportok (1-3 fős) számára.

## Gábor Dénes Középiskolai Alapítvány
Az alapítványt 1995 áprilisában jegyezték be, és Lázár Ferenc vállalkozó biztosította a létrejöttét.
Az alábbi tevékenységeket folytatja:
- A hátrányos helyzetű és tehetséges tanulók támogatása
- Az iskola számítástechnikai, nyelvoktatási fejlesztése
- Az iskolában zajló sportolás támogatása és fejlesztése
- Az iskolai kulturális életének elősegítése
- A külföldi diákkapcsolatok előremozdítása
- A kiemelkedő tanulók elismerése és ösztöndíjban való jutalmazása

Ezenkívül minden évben egy kulturális estet szervez az alapítvány.

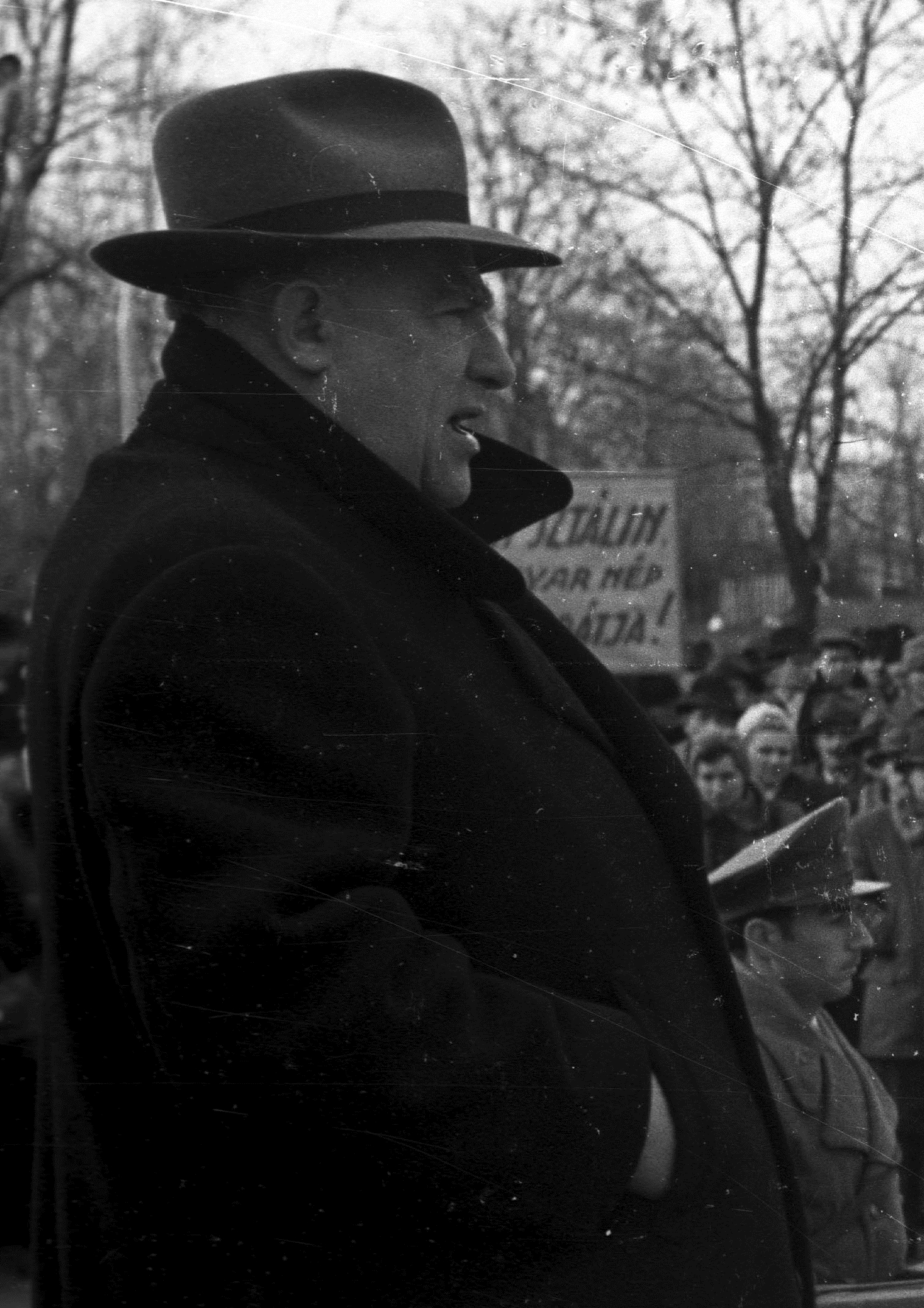
Bebrits Lajos (1891-1963) magyar kommunista politikus, miniszter. Az intézmény az ő nevét viselte 20 éven keresztül.